# ミニシアター (中原麻衣のアルバム)
ミニシアターは、中原麻衣の1枚目のオリジナル・アルバム。2005年5月11日にLantisから発売された。
自身初のフルアルバム。今作より先行してリリースされた2ndシングル「エチュード」は未収録である。

## 収録曲
1. ヒロイン
  - 作詞：中原麻衣、作曲：rino、編曲：大久保薫
  - ランティスウェブラジオ「中原麻衣・ゆうまおの@ミニシアター」オープニングテーマ
2. ロマンス
  - 作詞・作曲：rino、編曲：大久保薫
3. マグカップ
  - 作詞・作曲：ゆうまお、編曲：上松範康
  - ランティスウェブラジオ「中原麻衣・ゆうまおの@ミニシアター」第1期エンディングテーマ
  - ゆうまおがアルバム『key』（2006年）にてセルフカバーしている。
4. あくび
  - 作詞・作曲：rino、編曲：大久保薫
5. ナチュラル
  - 作詞・作曲：rino、編曲：大久保薫
  - TVアニメ「美鳥の日々」イメージ曲
6. センチメンタル
  - 作詞・作曲：rino、編曲：鈴木雅也
  - TVアニメ「美鳥の日々」OP主題歌カバー
7. 左胸のポケットに
  - 作詞：田久保真見、作曲・編曲：藤間仁
  - TVアニメ「光と水のダフネ」挿入歌
8. ひとやすみこいやすみ
  - 作詞・作曲：ゆうまお、編曲：藤間仁
  - ランティスウェブラジオ「中原麻衣・ゆうまおの@ミニシアター」第2期エンディングテーマ
9. selfish girl
  - 作詞：ゆうまお、作曲・編曲：大久保薫
  - シングル「エチュード」カップリング曲
10. 木の葉日和
  - 作詞・作曲：ゆうまお、編曲：大久保薫
11. 雨上がりのフィルム
  - 作詞：rino、作曲・編曲：大久保薫
12. 一雫
  - 作詞・作曲：rino、編曲：大久保薫
  - TVアニメ「美鳥の日々」第8話挿入歌